# あま市七宝焼アートヴィレッジ

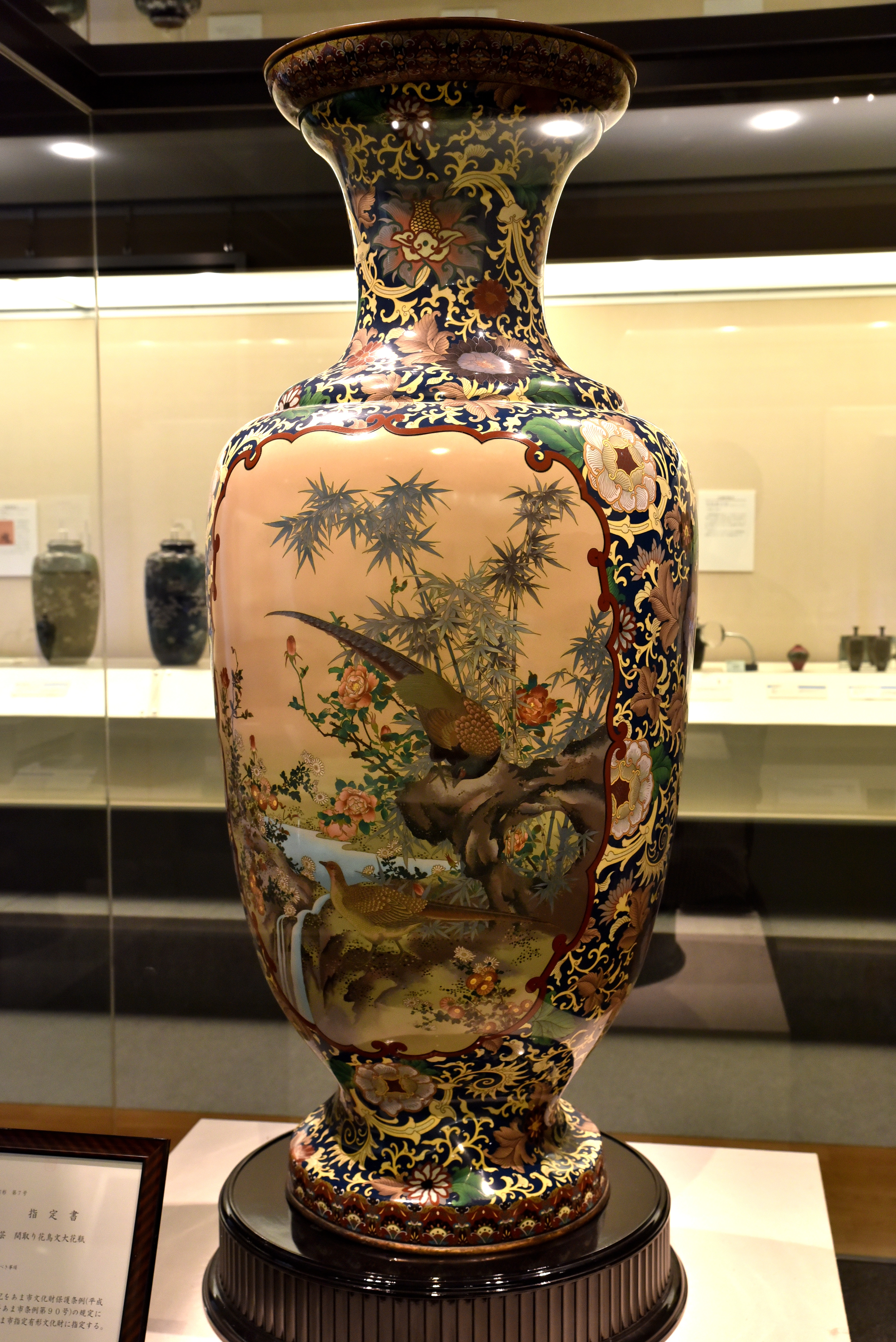
尾張七宝

あま市七宝焼アートヴィレッジ（あまししっぽうやきアートヴィレッジ）は、愛知県あま市にある七宝焼をテーマにした総合施設である。

## 概要
約180年の歴史を持つ七宝焼きについて「見て」・「触れて」・「学んで」・「体験」できる施設として、2004年（平成16年）4月に開館。2010年（平成22年）3月22日、七宝町が美和町、甚目寺町と合併してあま市が発足するのに伴い「七宝町七宝焼アートヴィレッジ」から現在の名称に改めた。
当施設は、導入ゾーン・作品展示ゾーン・七宝焼体験ゾーン・動態展示ゾーンの4つのゾーンからなる「七宝焼ふれあい伝承館」と「ふれあい広場」で構成されており、ふれあい伝承館では七宝焼の作品や道具の展示のほか、七宝焼生産者協同組合の職人が交代で実演や体験教室などを行っている。また、ふれあい広場には散策路が整備され利用者の交流の場となっている。
2019年（令和元年）6月1日には第70回全国植樹祭に伴う愛知県訪問の一環として、今上天皇・皇后が訪れた。同年5月1日の即位後、地方への行幸啓で初めて訪れた場所である。

## 交通アクセス
- 各線・名古屋駅より自動車で約20分[10]。
- 名古屋第二環状自動車道（名二環）「甚目寺南IC」より西へ約5分。
- 名鉄津島線「七宝駅」下車、徒歩で約25分[10]。
- 名鉄バスセンターより名鉄バス（名古屋・津島線）「安松」バス停下車、徒歩で約15分[10]。
- あま市巡回バス 各ルート「七宝焼アートヴィレッジ」バス停下車。